# St. George Tucker

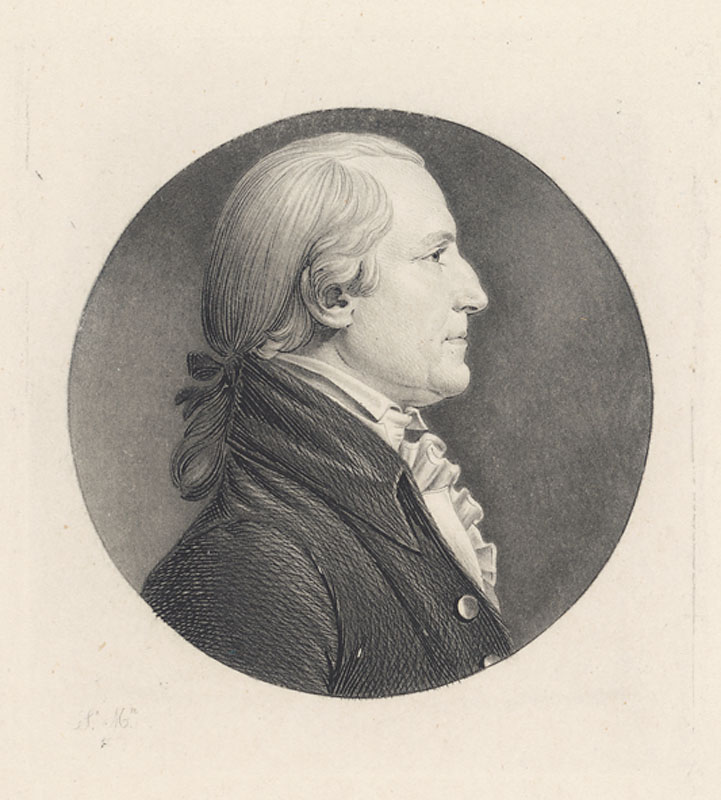
St. George Tucker

St. George Tucker (* 29. Juni 1752 bei Port Royal, Bermuda; † 10. November 1827 bei Warminster, Virginia) war ein Juraprofessor am College of William & Mary, Richter und Dichter. Manche Historiker bezeichnen ihn als den führenden Rechtswissenschaftler des frühen Amerika.

## Leben

### Frühes Leben
Tucker wurde am 29. Juni 1752 auf Bermuda als ein Sohn vom Kaufmann Henry Tucker und seiner Frau Anne Butterfield geboren. Er stammte aus der einflussreichen Tucker-Familie, die schon in den späten 1610ern mit Daniel Tucker einen Gouverneur von Bermuda stellte. 1771 verließ er die Insel, um am College of William & Mary in der Kolonie Virginia zu studieren, wo er ein Schüler von George Wythe wurde. Drei Jahre später wurde er Schreiber im Gericht von Dinwiddie County, allerdings konnte er das Amt wegen eines Streits zwischen dem House of Burgesses von Virginia und dem Gouverneur John Murray, 4. Earl of Dunmore, der die Gerichte von Virginia geschlossen hatte, nicht antreten.
Da ein Konflikt zwischen den Dreizehn Kolonien und dem Großbritannien immer näher rückte, kehrte Tucker nach Bermuda zurück, um mit seiner Familie Waffen und andere Güter nach Virginia, einem Teil der Dreizehn Kolonien, zu schmuggeln und mit den Kolonien Handel zu treiben. Dafür reiste er zwei Jahre später zurück nach Virginia, wo er Frances Bland Randolph traf, eine Witwe des reichen Plantagenbesitzers John Randolph und die Mutter des gleichnamigen Politikers, die er am 23. September 1778 heiratete. Darauf wandte sich Tucker dem Verwalten der Randolph Plantage im Chesterfield County zu. Während des Virginia-Feldzuges von Lord Cornwallis diente er in der Miliz und wurde in der Schlacht bei Guilford Court House leicht verwundet. Später beobachtete er die Kapitulation von Lord Cornwallis nach der Schlacht von Yorktown.

### Professor am College of William & Mary
Schon in den 1780ern wurde er ein Mitglied des Board of Visitors und Rektor des College of William & Mary. 1790 wurde er der Nachfolger von George Wythe auf dem Posten des Juraprofessors am College of William & Mary. Er galt als ein strenger Lehrer und unterrichtete seine Schüler in seinem Landhaus, um Zugriff auf seine Privatbibliothek zu haben, was zu Konflikten zwischen ihm und dem Board of Visitors führte. 1803 trat er von seinem Posten zurück, weil er zum Richter am Court of Appeals von Virginia ernannt wurde.
Sein Hauptwerk, eine amerikanisierte Edition von William Blackstones Commentaries on the Laws of England, entstand nach 1795. Er erklärte dem Leser den Kontext des monarchistischen Blackstone in der amerikanischen Republik. Gezielt war das Werk auf Jurastudenten. Auch fügte er mehrere seiner eigenen Vorlesungen über Themen wie Sklaverei oder Jury ein. Das Buch wurde 1803 veröffentlicht.

### Jurist
Nach dem Unabhängigkeitskrieg wurde er 1783 Commonwealth Attorney in Chesterfield County. Kurzzeitig diente er im Staatsrat von Virginia, doch suchte er keine politischen Posten und trat deshalb zurück. Aus dem gleichen Grund trat er von seinem Posten als Commonwealth Attorney zurück, worauf er sich als Anwalt auf Fälle vor dem Obersten Gericht von Virginia fokussierte. Seine positive Reputation in Virginia prägte er 1785 mit der Veröffentlichung von Reflections on the Policy and Necessity of Encouraging the Commerce of the Citizens of the United States, and of Granting Them Exclusive Privileges in Trade. 1786 wurde er Virginias Gesandter zur Annapolis Convention. Diese führte zum Verfassungskonvent der Vereinigten Staaten, die die Verfassung der Vereinigten Staaten vorschlug, welche der Anti-Föderalist Tucker kritisierte. 1788 wurde er Richter am General Court von Virginia und 1804 wurde er Richter am Court of Appeals von Virginia. 1811 trat er wegen einer Auseinandersetzung mit seinem Kollegen Spencer Roane von seinem Posten zurück und wollte sich aus dem öffentlichen Leben zurückziehen, doch bot ihm US-Präsident James Madison 1813 den Posten eines Richters am United States District Court for the District of Virginia an, was Tucker widerwillig annahm. Er wurde dort der Nachfolger von John Tyler. 1825 trat er wegen schlechter Gesundheit zurück. Sein Sitz fiel an George Hay.
Er positionierte sich klar als ein von der Politik unabhängiger Richter und schrieb mehrere bedeutende Beschlüsse des Gerichts. Dabei unterstützte er die Rechte der Einzelstaaten und die aufkommende Idee des Judicial Review. Beispielsweise unterstützte er die Entscheidung in Kamper v. Hawkins (1793), welche ein Gesetz des Staates Virginia als verstoßend gegen die Verfassung von Virginia abgelehnt hatte. In der Dissenting opinion in Woodson v. Randolph (1799), die er verfasste, erklärte er Aktionen des Kongresses der Vereinigten Staaten als verfassungswidrig. Wie viele in Virginia war er ein Unterstützer von Thomas Jefferson, also ein Republikaner. Diese Meinung vertrat er auch in mehreren Pamphleten: In der National Gazette parodierte er 1798 die Politik der Föderalisten und im Letter to a Member of Congress (1799) kritisierte er die Alien and Sedition Acts. In Reflections on the Cession of Louisiana to the United States (1803) unterstützt er den Louisiana Purchase durch Jefferson. Tucker war auch ein offener Abolitionist. In seinem Essay Dissertation on Slavery: with a Proposal for its Gradual Abolition in Virginia (1796) kritisiert er die Institution stark und schlug vor, versklavte Frauen und deren Kinder freizulassen und sie in den Westen, der Frontier, zu schicken. Die Sklavenhalter würden entschädigt werden. Anders als viele seiner Zeitgenossen schlug er also konkrete Maßnahmen gegen die Sklaverei vor und verurteilte die Sklaverei nicht nur. Seine eigenen Sklaven befreite er nach seinem Tod jedoch nicht.

### Dichter
Tucker verfasste in seinem Leben etwa 200 Gedichte.

### Späteres Leben
Tucker starb am 10. November 1827 an einem Schlaganfall.

## Familie
Tucker hatte mit seiner Frau fünf Kinder, darunter Henry St. George Tucker (1780–1848) und Nathaniel Beverley Tucker (1784–1851). Nach ihrem Tod 1788 heiratete er am 8. Oktober 1791 eine andere Witwe, Lelia Skipwith Carter, und hatte mit ihr drei Kinder, von denen keines seine Kindheit überlebte. Sein älterer Bruder Thomas war Politiker und unter anderem Abgeordneter im Repräsentantenhaus der Vereinigten Staaten.